# 馬德拉峽谷 (亞利桑那州)
馬德拉峽谷（英語：Madera Canyon）是位於美國亞利桑那州聖克魯斯縣的一個非建制地區。該地的面積和人口皆未知。

## 地理
馬德拉峽谷的座標為31°43′30″N 110°52′48″W / 31.72500°N 110.88000°W，而該地的平均海拔高度為1497米（即4911英尺）。